# Rödkragad tangara
Rödkragad tangara (Ramphocelus sanguinolentus) är en fågel i familjen tangaror inom ordningen tättingar.

## Utseende och läte
Rödkragad tangara är en praktfull tangara i rött och svart. BFjäderdräkten är sammetssvart med lysande blåvit näbb och glansigt karmosinrött i en krage runt halsen och på övergumpen.

## Utbredning och systematik
Rödkragad tangara förekommer i Centralamerika och delas in i två underarter med följande utbredning:
- Ramphocelus sanguinolentus sanguinolentus – tropiska sydöstra Mexiko (Veracruz) till Guatemala och Honduras
- Ramphocelus sanguinolentus apricus – sluttningar mot Karibien i östra Honduras till nordvästra Panama (Amiralsbukten)

## Levnadssätt
Rödkragad tangara hittas i fuktiga tropiska låglänta områden. Där föredrar den skogsbryn vid städsegröna skogar och grönskande uppväxande ungskog. Den födosöker försynt på alla nivåer i träd och buskar, vanligen i par.

## Status och hot
Arten har ett stort utbredningsområde, men tros minska i antal, dock inte tillräckligt kraftigt för att den ska betraktas som hotad. Internationella naturvårdsunionen IUCN listar arten som livskraftig (LC). Beståndet uppskattas till i storleksordningen en halv till fem miljoner vuxna individer.